# دانيال لويس (موزع)
دانيال لويس (بالإنجليزية: Daniel Lewis)‏ هو معلم موسيقى أمريكي، ولد في 10 مايو 1925، وتوفي في 7 يوليو 2017.